# Esacisottaedro
In geometria solida l'esacisottaedro è uno dei tredici solidi di Catalan, duale del cubottaedro troncato.
È un poliedro non regolare, le cui 48 facce sono identici triangoli scaleni i cui lati sono proporzionali a {\displaystyle 3{\sqrt {2}}-2,\ 3,\ 4{\sqrt {2}}-2}.

## Area e volume
L'area A ed il volume V di un esacisottaedro i cui spigoli più corti hanno lunghezza a sono le seguenti:
{\displaystyle A={\begin{matrix}{6 \over 7}{\sqrt {783+436{\sqrt {2}}}}\end{matrix}}\ a^{2}}
{\displaystyle V={\begin{matrix}{1 \over 7}{\sqrt {3\left(2194+1513{\sqrt {2}}\right)}}\end{matrix}}\ a^{3}}

## Dualità
Il poliedro duale dell'esacisottaedro è il cubottaedro troncato, un poliedro archimedeo.

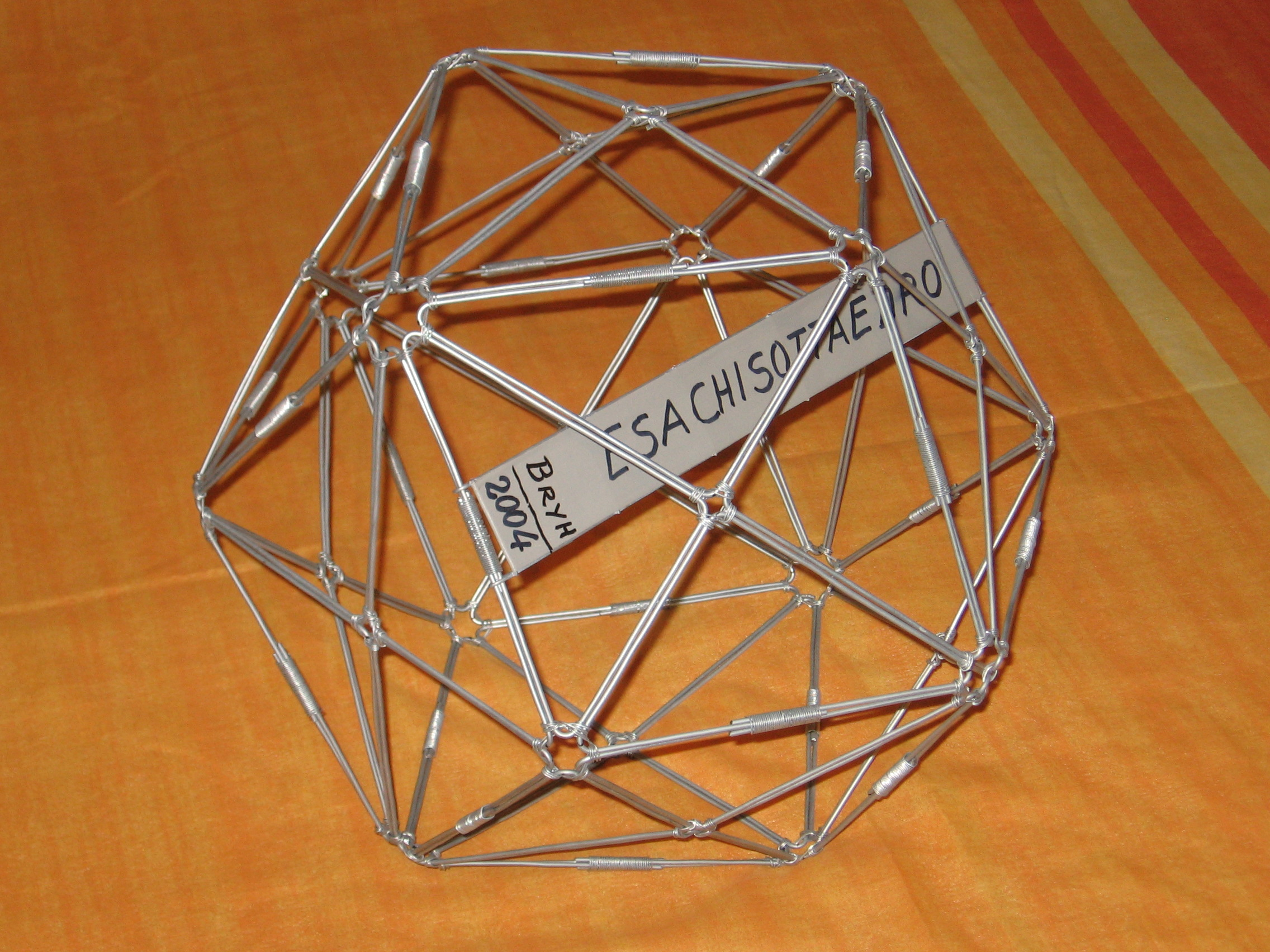
Lo scheletro dell'esacisottaedro

## Simmetrie
Il gruppo delle simmetrie dell'esacisottaedro ha 48 elementi; il gruppo delle simmetrie che preservano l'orientamento è il gruppo ottaedrale {\displaystyle O\cong S_{4}}. Sono gli stessi gruppi di simmetria dell'ottaedro, del cubo e del cubottaedro troncato.

## Altri solidi
Dei 26 vertici dell'esacisottaedro, otto hanno valenza 6, sei hanno valenza 8 e dodici hanno valenza 4.
Gli otto vertici di valenza 6 sono vertici di un cubo.
I sei vertici di valenza 8 sono vertici di un ottaedro.
I dodici vertici di valenza 4 sono vertici di un cubottaedro.